# Ala, Trento
Ala är en ort och kommun i provinsen Trento i regionen Trentino-Sydtyrolen i Italien. Kommunen hade 8 824 invånare (2018).